# Strahl (Schiff)
Die Strahl war ein von der Kriegsmarine ab 1936 eingesetztes Nachrichtenmittel-Versuchsschiff. Entstanden war es durch den Umbau des 1902 für die Europalinien der DDG „Hansa“ fertiggestellten Frachtschiffes Soneck. Im Schlepp zum Abbruch in Großbritannien sank das Schiff am 2. Februar 1949 in der Nordsee.

## Bau und Technische Daten
Das Schiff lief am 27. Februar 1902 mit der Baunummer 388 auf der Werft Wigham Richardson in Newcastle upon Tyne vom Stapel, wurde am 15. April 1902 mit dem Namen Soneck von der Reederei Deutsche Dampfschifffahrts-Gesellschaft „Hansa“, Bremen, in Dienst gestellt und am 18. April nach Hamburg überführt. Das Schiff war 74,67 m lang (L.ü.a.) und 10,25 m breit und hatte 6,39 m Tiefgang. Es war mit 1121 BRT und 595 NRT vermessen und hatte 1.643 tdw Ladefähigkeit. Die Maschinenanlage bestand aus einer 3-Zylinder-Dampfmaschine mit dreifacher Dampfdehnung von Wigham Richardson mit 950 PSi bei 75/min und einem Propeller und ermöglichte eine Geschwindigkeit von 10,5 Knoten. Das Ladegeschirr bestand aus fünf 5-t-Ladebäumen aus Pitchpine. Zwei Passagiere konnten in besonderen Kabinen mitgenommen werden. Die Besatzung bestand aus 15 Mann seemännischem und 8 Mann technischem Personal. Sie und ihr am 20. Mai 1902 ausgeliefertes Schwesterschiff Stahleck waren die mit Abstand kleinsten, der von der britischen Werft zwischen 1882 und 1911 an die DDG Hansa gelieferten 28 Schiffe.
Es war das zweite Schiff der Reederei mit dem Namen Soneck nach einem 1883 von der AG Weser gelieferten Dampfer von 834 BRT, der Anfang 1902 nach Norwegen verkauft worden war. Vier weitere Schiffe der Reederei trugen den Namen in den folgenden Jahren.

## Geschichte

### Frachtschifffahrt
Das Schiff wurde bei Beginn des Ersten Weltkriegs am 3. August 1914 von der Kaiserlichen Marine eingezogen und als Kohlenschiff XVIII eingesetzt. Am 27. Oktober 1914 wurde es an die DDG „Hansa“ zurückgegeben. Es versah dann bis 1917 Erz- und Kohlefahrten in der Nord- und Ostsee. Im Juli 1917 wurde es ein zweites Mal von der Kaiserlichen Marine eingezogen und bis Dezember 1918 wiederum als Kohlenschiff XVIII eingesetzt.

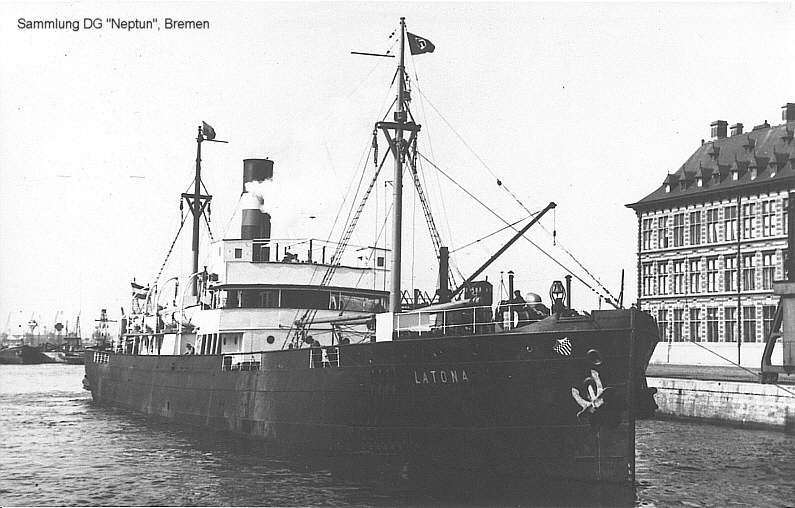
Das Schiff als Latona

Nach dem Ende des Kriegs kam die Soneck wieder zur DDG „Hansa“, die alle ihre anderen Schiffe verloren hatte und das Schiff, sobald es die Siegermächte erlaubten, wieder im Dienst nach Portugal einsetzte. Das Schwesterschiff Stahleck war 1915 durch ein russisches U-Boot in der Ostsee aufgebracht worden und ging 1927 als Garibaldi in sowjetischen Diensten durch eine Kollision auf der Elbe verloren.
Am 10. Oktober 1932 verkaufte die DDG „Hansa“ das Schiff an die Dampfschifffahrts-Gesellschaft „Neptun“ in Bremen, die es in Latona umbenannte. Am 29. Mai 1935 wurde das Schiff zurück an die DDG „Hansa“ verkauft und erhielt seinen alten Namen zurück.

### Kriegsmarine
Am 26. August 1936 kaufte die Kriegsmarine das Schiff, unterstellte es der Nachrichtenmittel-Versuchs-Anstalt (NVA; ab 1. August 1939 Nachrichtenmittel-Versuchs-Kommando, NVK) und ließ es auf der Norderwerft Köser & Meyer in Hamburg zum Versuchsschiff für Funkmesstechnik umbauen. Das Schiff wurde am 20. Oktober 1936 mit dem neuen Namen Strahl in Dienst gestellt. Es war mit zwei 2-cm-Flak bewaffnet und diente nun zur Erprobung von bordgestützten Flugmessgeräten („FLUM“) und Funkmessgeräten („FuMG“). Unter anderem führte die Strahl im August 1941 mit dem U-Boot U 67, das zum Schutz gegen ASDIC-Ortung mit einer Beschichtung aus Gummi-Platten ausgerüstet worden war, im Lofjord bei Trondheim (Norwegen) Testversuche durch.

### Nachkriegszeit
Nach Kriegsende wurde das Schiff von Großbritannien beschlagnahmt. Es diente dann bis 1948 als Wohnschiff bei der 1. Minenräumdivision des Deutschen Minenräumdiensts. Als es dann zum Abbruch nach Großbritannien geschleppt wurde, sank es auf dem Weg nach Blyth am 2. Februar 1949 in der Nordsee.